# Джонс, Джордан
Джордан Льюис Джонс (англ. Jordan Lewis Jones; 24 октября 1994, Редкар, Англия) — северо-ирландский футболист, полузащитник английского клуба «Уиган Атлетик». Выступал за сборную Северной Ирландии.

## Карьера
Джонс стал молодым игроком в истории «Мидлсбро». Он дебютировал за первую команду «Мидлсбро» в матче Кубка Англии 2012/13 против «Хастингс Юнайтед». Джонс был отдан в аренду «Хартлпул Юнайтед» в феврале 2015 года и «Кембридж Юнайтед» в ноябре 2015 года. В конце сезона 2015/16 он покинул «Мидлсбро».
Джонс подписал контракт с шотландским клубом премьер-лиги «Килмарноком» в июне 2016 года. В январе 2018 года «Килмарнок» отклонил предложение «Рейнджерс» о покупке Джонса за сумму 350 000 фунтов стерлингов.